# ×Gonostelma nolea-carriae
XGonostelma nolea-carriae là một loài thực vật có hoa trong họ La bố ma. Loài này được (P.V. Heath) P.V. Heath miêu tả khoa học đầu tiên năm 1995.